# Валенцано
Валенца̀но (на италиански: Valenzano, на местен диалект Valenzàne, Валенцане) е град и община в Южна Италия, провинция Бари, регион Пулия. Разположен е на 85 m надморска височина. Населението на общината е 17 814 души (към 2013 г.).